# 너를 만난 여름
《너를 만난 여름》(중국어: 最好的我们)은 2019년 6월 6일에 개봉한 중국의 드라마 영화이다. 바웨창안(八月長安)이 지은 동명 소설을 원작으로 했으며 천페이위, 허란더우가 주연을 맡았다.

## 등장인물

### 주연
| 배우 이름 | 역할 이름     | 소개 |
| 천페이위  | 위화이 (余淮) | 최우수 학생, 전화 고등학교의 우등생이자 린양의 절친. 줄곧 겅겅을 좋아하면서도 알리지 않고 있으며 언제나 묵묵하게 그녀를 위해서 헌신한다. 대입 시험 전날에 겅겅과 약속을 했었고 결과를 발표할 때 게시판을 보려가려고 했지만 끝내 나타나지 않았다. 어른이 돼서 다시 만났을 때에는 자기가 우열을 가릴 수 없다고 생각한다. |
| 허란더우  | 겅겅 (耿耿)   | 전화 고등학교의 꼴찌. 행운이 겹친 덕에 전화 본교에 합격해 들어갔고 위화이와 같은 반이자 짝꿍이 되었다. 위하이를 좋아해서 그를 위해 이과를 선택했다. 하지만 끝내 위화이는 사라졌다. 사진 찍기를 매우 좋아해서 남들이 싫어하는 청춘을 카메라에 남긴다. 사진사가 된 이후에는 사업이 나날이 발전하고 있다.                 |

### 조연
| 배우 이름 | 역할 이름           | 소개 |
| 후이잉훙  | 위화이의 어머니     | 일찍이 겅겅이 위화이의 짝궁이 되는 것을 반대했다. 그러나 심한 병에 걸리면서 위화이에게 큰 부담을 준다.              |
| 저우추추  | 베이타 (貝塔)       | 겅겅과 졘단의 절친. 졘단의 중학교 동창이고 장핑을 좋아한다.                                                         |
| 장쯔옌    | 원샤오샤오 (文瀟瀟) | 반의 문예 대표. 몰래 위화이를 짝사랑한다.                                                                           |
| 왕추이    | 졘단 (簡單)         | 겅겅과 베이타의 절친, 겅겅의 소꿉친구이며 한쉬(韓敘)를 좋아한다.                                                    |
| 천솨이    | 쉬옌량 (徐延亮)     | 반장, 베이타를 좋아하고 나중에 겅겅에게 위화이를 근황을 알려 준다.                                                  |
| 팡원창    | 장핑 (張平)         | 겅겅과 위화이의 담임 선생님, 장펑의 소꿉친구.                                                                       |
| 가오원펑  | 장펑 (張峰)         | 겅겅과 위화이의 수학 선생님.                                                                                        |
| 왕쑤룽    | 과이카 (怪咖)       | 위화이가 겅겅에게 노래를 불러줄 때 도움을 준 적 있다. 겅겅과 위화이가 용기 있게 다시 만나게 도와주는 주요 인물이다. |
| 둥리      | 성화이난 (盛淮南)   | 전화 고등학교의 이과 우등생. 위화이와 린양의 우상이며 뤄즈(洛枳)를 좋아한다.                                        |

## 수상 및 지명
| 연도   | 시상식                    | 수상                 | 이름           | 결과 |
| ------ | ------------------------- | -------------------- | -------------- | ---- |
| 2019년 | 도쿄 국제 영화제          | 가장 인기있는 영화상 | 너를 만난 여름 | 수상 |
| 2019년 | 도쿄 국제 영화제          | 최우수 신인상        | 진비우         | 수상 |
| 2019년 | 도쿄 국제 영화제          | 가장 인기있는 배우상 | 진비우         | 수상 |
| 2019년 | 제11회 마카오 국제 영화제 | 우수신인상           | 진비우         | 수상 |